# Mariah Buzolin
Mariah Buzolin Oliveira (sinh ngày 3 tháng 2 năm 1991) là nữ diễn viên người Brasil. Cô được biết đến nhiều nhất qua vai Maya Mercado trong phim All My Children, và vai Zoe Mendez trong sê-ri truyền hình của đài ABC Family có tên Jane by Design.
Vào tháng 5 năm 2018, Buzolin với vận động viên người Mỹ, Jeremy Bloom. Cặp đôi đã bắt đầu hẹn hò từ khoảng tháng 1 năm 2017 và đã sống cùng với nhau từ tháng 5 cùng năm đó.

## Tiểu sử
Mariah Buzolin sinh ra tại thành phố São Paulo, Brasil vào ngày 3 tháng 2 năm 1991. Cô là con út trong gia đình. Mặc dù tên khai sinh của mình là Mariah Buzolin Oliviera nhưng thỉnh thoảng cô vẫn lấy nghệ danh là Mariah Moore trong một số phim điện ảnh. Khi cô được sáu tuổi, cả gia đình cô chuyển đến sống ở thành phố Chicago.